# Vatnadalsbót
Vatnadalsbót är en bukt i republiken Island.   Den ligger i regionen Västfjordarna, i den västra delen av landet, 200 km nordväst om huvudstaden Reykjavík.
Inlandsklimat råder i trakten. Årsmedeltemperaturen i trakten är 0 °C. Den varmaste månaden är juli, då medeltemperaturen är 11 °C, och den kallaste är januari, med −6 °C.